# حسين عبد الهادي بك العرابي
حسين عبد الهادي بك العرابي هو سياسي عثماني شغل منصب والي في الدولة العثمانية.

## مناصبه
تولى المناصب التالية:
- والي صيدا (1833–1836)